# خون‌آشام (فیلم ۱۹۸۶)
خون‌آشام (به انگلیسی: Vamp) یک فیلم ترسناک و کمدی سیاه آمریکایی محصول سال ۱۹۸۶ به کارگردانی و نویسندگی ریچارد ونک با بازی گریس جونز و کریس میکپیس است.

## داستان
دو دانشجوی کالج، بنام‌های (کیت) و (ای جی) می‌خواهند یک رقصنده برهنه را استخدام کنند تا راه خود را به یک انجمن برادری دانشگاه بخرند. آنها یک کادیلاک را از دانش‌آموز ثروتمند دانکن قرض می‌گیرند که اصرار دارد با آنها بیاید تا کلوپ‌های استریپ در یک شهر مجاور را پیدا کند. این سه پسر خود را در یک باشگاه در قسمتی از شهر می‌بینند، و پس از تحت تأثیر قرار گرفتن توسط یک استریپر هنرمند، بنام کاترینا به اتاق رختکن او می‌رود تا او را متقاعد کند که برای مهمانی دانشگاه برهنه شود. کاترینا، ای جی را اغوا می‌کند، سپس او را به زمین می‌اندازد - او را با نیش مهلکی به گردن می‌کشد و کیت از تأخیر دوستش نگران می‌شود و …

## انتشار
این فیلم در ۱۸ ژوئیه ۱۹۸۶ در ایالات متحده اکران شد و در باکس آفیس ۴٫۹ میلیون دلار فروخت.
نسخه دی‌وی‌دی فیلم در ایالات متحده را در ۴ اکتبر ۲۰۱۶ و در بریتانیا را در ۳ اکتبر ۲۰۱۶ منتشر شد.